# Різдво Христове (монета)
«Різдво́ Христо́ве» — пам'ятна монета номіналом 5 гривень, випущена Національним банком України, присвячена народженню у місті Вифлеємі 2000 років тому від Діви Марії та Духа Святого, Сина Божого — Ісуса Христа, засновника християнського віровчення.
Монету введено в обіг 29 грудня 1999 року. Вона належить до серії «2000-ліття Різдва Христового».

## Опис монети та характеристики
| Номінал грн. | Метал      | Маса, г | Діаметр, мм | Якість виготовлення | Гурт     | Тираж, штук |
| ------------ | ---------- | ------- | ----------- | ------------------- | -------- | ----------- |
| 5            | нейзильбер | 16,54   | 35,0        | звичайна            | рифлений | 100 000     |

### Аверс
На аверсі монети між двома постатями ангелів розміщено зображення малого Державного герба України і написи: «УКРАЇНА», «5», «ГРИВЕНЬ», «1999», та логотип Монетного двору Національного банку України.

### Реверс
На реверсі монети в обрамленні символічних геометричних фігур відтворено біблійну легенду про народження Ісуса Христа — у сяйві віфлеємської зірки зображено Богоматір із немовлям в оточенні свійських тварин і волхвів з дарами.

## Автори

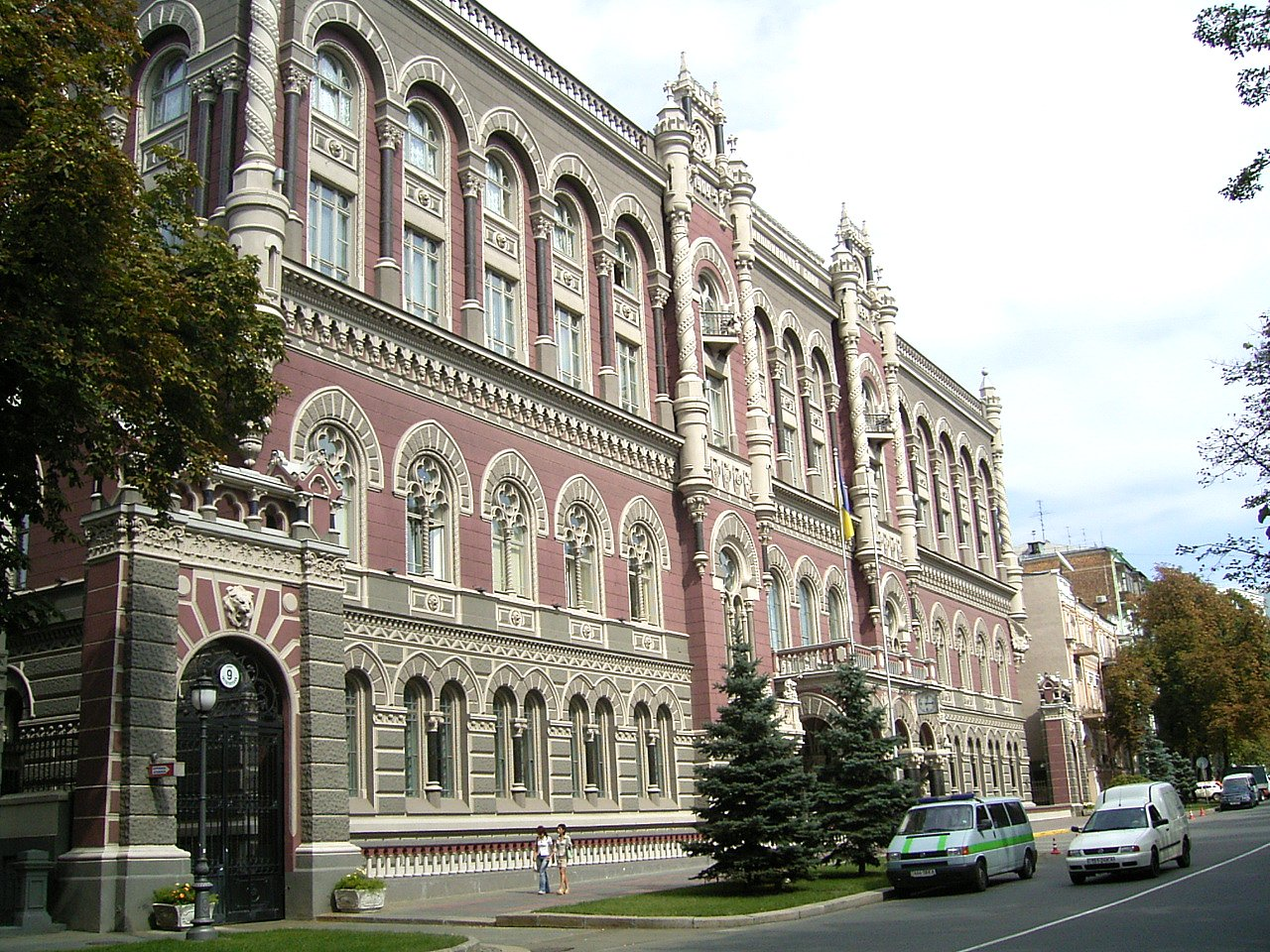
Будівля Національного банку України

- Художник — Чайковський Роман.
- Скульптор — Чайковський Роман.

## Вартість монети
Ціну монети — 5 гривень встановив Національний банк України у період реалізації монети через його філії в 1999 році.
Фактична приблизна вартість монети, з роками змінювалася так:
| Рік        | 2010 | 2011 | 2012 | 2013 | 2014 | 2015 | 2016 | 2017 | 2018 | 2019 | 2020 | 2021 | 2022 | 2023 | 2024 | 2025 |
| ---------- | ---- | ---- | ---- | ---- | ---- | ---- | ---- | ---- | ---- | ---- | ---- | ---- | ---- | ---- | ---- | ---- |
| Ціна, грн. | 150  | 155  | 170  | 170  | 143  | 180  | 150  | 220  | 230  | 220  | 220  | 220  | 250  | 380  | 390  | 600  |